# Peranzanes
Peranzanes is een Spaanse gemeente in de comarca El Bierzo van de provincie León, deel van de autonome regio Castilië en León. Volgens de bevolkingscijfers van het INE van 2023 heeft de gemeente 270 inwoners. Het is een van de gemeenten in León die tweetalig zijn, met Galicisch en Leonees.
De gemeente, gelegen in de vallei van Forniella of Fornela, wordt doorkruist door de Rio Cúa. De oudste sites die getuigen van de menselijke aanwezigheid in de gemeente getuigen ervan dat deze al sinds de protohistorie bewoond is, zoals blijkt uit de overblijfselen van pre-Romeinse forten in Trascastro en Chano. De Castro de Chano is een oud dorp van de Asturische stammen, in de eerste eeuw voor Christus bewoond. De castro de Chano bestaat uit verschillende gebouwen, gelegen op een heuvel die vreemd genoeg in de schaduw ligt, en die een ronde vorm hebben die lijkt op die van de palloza's, refererend naar de Castrocultuur van het noordwesten van het Iberisch Schiereiland. De stichting van Peranzanes en de rest van de dorpskernen in de gemeente zou echter dateren uit de Middeleeuwen.